# Órgão portátil
O órgão portátil, também chamado de organetto, é um órgão pequeno, embora estruturalmente semelhante aos instrumentos maiores. 
Ele teve sua difusão máxima nos séculos XIII à XV na Europa, onde era usado na música polifônica, para executar (sozinho ou em conjunto com vozes) as partes agudas (superius) . 
Como o nome indica, é um instrumento transportável que pode ser tocado sem a necessidade de um suporte estável, diferentemente do órgão positivo : a iconografia sugere que geralmente era apoiada pelo joelho esquerdo. O órgão portátil não é tocado com as duas mãos, mas com apenas uma, a direita, enquanto a esquerda lida com o funcionamento do fole. 
O teclado contém um número variável de botões (geralmente cerca de duas oitavas) dispostos em várias linhas; às vezes possui um ou dois bastões maiores que são usados como pedais . As fontes iconográficas mais antigas geralmente mostram botões com a forma de bastões; às vezes nem todas as notas da escala cromática estavam presentes. O instrumento geralmente possui apenas uma haste por nota, portanto, os registros estão ausentes. Os tubos podem ser feitos de estanho, chumbo ou liga de metal, madeira ou mesmo papelão. 
Ao contrário dos órgãos maiores, onde a pressão do ar é mantida constante por um peso (geralmente um bloco de pedra) colocado na mesa do fole, e quem operar o fole só tem a tarefa de levantá-la quando está prestes a esvaziar, no órgão portátil, o fole não tem peso sobre a mesa: o mesmo fole é geralmente colocado na vertical e é o organista que determina a pressão do ar com a mão esquerda. Isso permite pequenas variações na intensidade do som para fins expressivos (compatível com os efeitos da variação de pressão no tom dos tubos), como poderia ser alcançado em um instrumento de sopro. 
Vários foram os compositores representados tocando esse tipo de instrumento, como Francesco Landini (que algumas fontes da época consideram o iniciador da prática para acompanhar a voz com o órgão) e Guillaume Dufay . Além disso, o órgão portátil (outro termo com o qual foi chamado na Itália) aparece frequentemente nas pinturas italiana e flamenga do século XV, onde aparece, por exemplo, nos coros dos Anjos. Mesmo as representações alegóricas da música (como arte liberal) geralmente têm um órgão portátil.

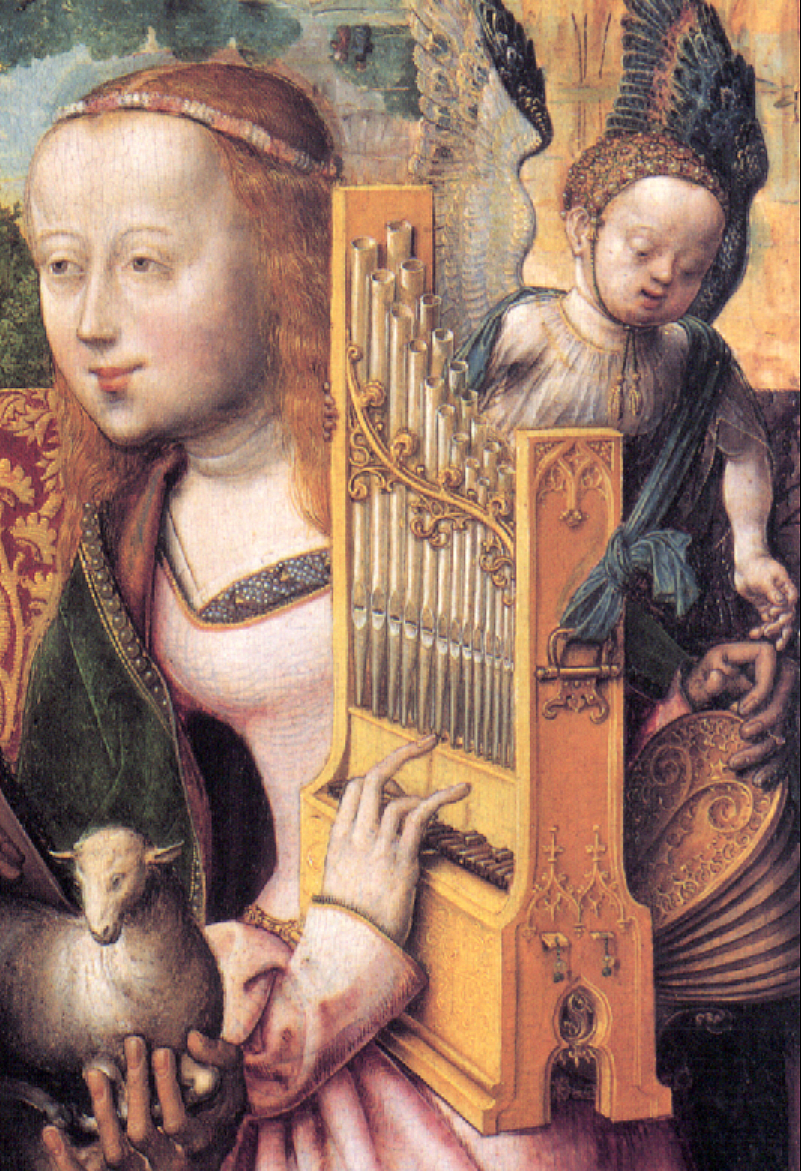
Santa Cecília tocando o órgão portátil (Meister des Bartholomäus-Altars, ca. 1490-1495). O fole é visível à direita da imagem
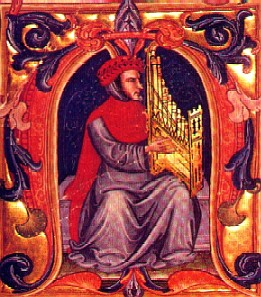
Francesco Landini interpreta o órgão portátil, miniatura do século XV do Código Squarcialupi
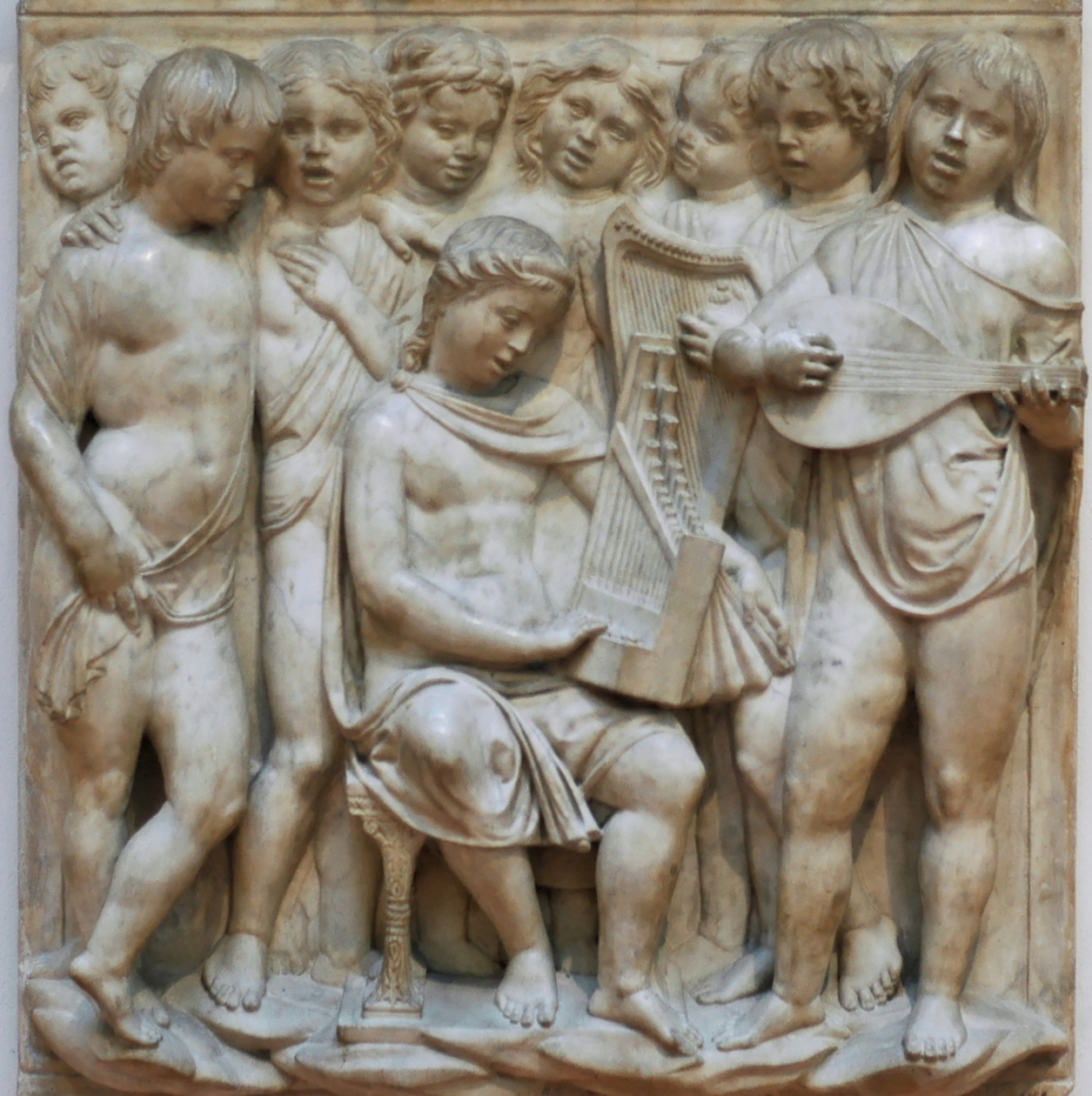
Órgão portátil em uma escultura de Luca della Robbia, 1438. Museo dell'Opera del Duomo, Florence